# 奇纳韦达姆帕蒂
奇纳韦达姆帕蒂（Chinnavedampatti），是印度泰米尔纳德邦Coimbatore县的一个城镇。总人口10349（2001年）。

## 人口
该地2001年总人口10349人，其中男性5323人，女性5026人；0—6岁人口1046人，其中男523人，女523人；识字率70.19%，其中男性为78.85%，女性为61.02%。